# Хронологія світових рекордів з бігу на 400 метрів серед жінок (коротка доріжка)
Світові рекорди з легкої атлетики з бігу на 400 метрів на короткій доріжці серед жінок визнаються Світовою легкою атлетикою з-поміж результатів, показаних легкоатлетками на синтетичній овальній доріжці довжиною до 200 метрів (як просто неба, так і в приміщенні), за умови дотримання встановлених вимог.
Світові рекорди з бігу на 400 метрів на короткій доріжці, незалежно від місця розташування (просто неба чи під дахом), фіксуються з листопада 2023.
Упродовж 1987—2023, світові рекорди на короткій доріжці фіксувались лише за умови, коли вони були показані під дахом (у приміщенні).
До 1987, велась неофіційна статистика вищих світових досягнень з бігу на 400 метрів у приміщенні, як за автоматичним (електронним), так і за ручним хронометражем.

## Хронологія вищих світових досягнень

### Ручний хронометраж
| Результат | Атлетка                          | Місто змагань | Дата змагань | Примітки | Відео |
| --------- | -------------------------------- | ------------- | ------------ | -------- | ----- |
| 53,0i     | Мерілін Нейфвіль Велика Британія | Відень        | 14.03.1970   |          |       |
| 52,9i     | Рійтта Салін Фінляндія           | Турку         | 07.02.1976   |          |       |
| 52,3i     | Мартіна Кемпферт-Штойк НДР       | Берлін        | 12.01.1980   |          |       |
| 52,3i     | Людмила Чернова СРСР             | Москва        | 16.02.1980   |          |       |
| 52,1i     | Бербель Веккель НДР              | Косфорд       | 11.02.1981   |          |       |

### Автоматичний хронометраж
| Результат | Атлетка                            | Місто змагань | Дата змагань | Примітки | Відео |
| --------- | ---------------------------------- | ------------- | ------------ | -------- | ----- |
| 53,36i    | Крістель Фрезе ФРН                 | Гренобль      | 12.03.1972   |          |       |
| 52,44i    | Надія Ільїна СРСР                  | Гетеборг      | 09.03.1974   |          |       |
| 52,28i    | Ріта Вільден ФРН                   | Дортмунд      | 06.02.1976   |          |       |
| 52,26i    | Ріта Вільден ФРН                   | Мюнхен        | 22.02.1976   |          |       |
| 51,57i    | Маріта Кох НДР                     | Мілан         | 24.02.1977   |          |       |
| 51,14i    | Маріта Кох НДР                     | Сан-Себастьян | 13.03.1977   |          |       |
| 49,64i    | Ярміла Кратохвілова Чехословаччина | Відень        | 28.01.1981   |          |       |
| 49,59i    | Ярміла Кратохвілова Чехословаччина | Мілан         | 07.03.1982   |          |       |

## Хронологія світових рекордів
| Результат                           | Атлетка                            | Місто змагань | Дата змагань | Примітки    | Відео            |
| ----------------------------------- | ---------------------------------- | ------------- | ------------ | ----------- | ---------------- |
| 49,59i                              | Ярміла Кратохвілова Чехословаччина | Мілан         | 07.03.1982   |             |                  |
| 49,26i                              | Фемке Бол Нідерланди               | Апелдорн      | 19.02.2023   | [ 1 ] [ 2 ] | Відео на YouTube |
| 49,24i                              | Фемке Бол Нідерланди               | Апелдорн      | 18.02.2024   | [ 3 ] [ 4 ] | Відео на YouTube |
| 49,17i                              | Фемке Бол Нідерланди               | Глазго        | 02.03.2024   | [ 5 ] [ 4 ] | Відео на YouTube |
| 1 рік, 24 дні від дати встановлення |                                    |               |              |             |                  |